# Campeonato Paranaense 2021
El Campeonato Paranaense de Fútbol 2021 fue la 107.ª edición de la primera división de fútbol del estado de Paraná. El torneo fue organizado por la Federação Paranaense de Futebol (FPF). El torneo comenzó el 27 de febrero y finalizó el 13 de octubre. El ganador fue el Londrina, que venció en la final al FC Cascavel en tanda de penales, logrando así su quinto título estadual.

## Sistema de juego

### Primera fase
Los 12 equipos se enfrentan en modalidad de todos contra todos a una sola rueda. Culminadas las once fechas, los ocho primeros puestos acceden a los cuartos de final. Los dos últimos posicionados descenderán a Segunda División.

### Segunda fase
- Cuartos de final: Los enfrentamientos de cuartos de final se emparejan con respecto al puntaje de la primera fase, de la siguiente forma:
  - 1.º vs. 8.º
  - 2.º vs. 7.º
  - 3.º vs. 6.º
  - 4.º vs. 5.º

- Semifinales: Los enfrentamientos de las semifinales se jugarán de la siguiente forma:
  - (1.º vs. 8.º) vs. (4.º vs. 5.º)
  - (2.º vs. 7.º) vs. (3.º vs. 6.º)

- Final: Los dos ganadores de las semifinales disputan la final.

- Nota 1: Tanto cuartos de final, semifinales como la final se juegan en partidos de ida y vuelta, el equipo con mayor puntaje en la primera fase podrá decidir en que partido ser local.
- Nota 2: En caso de empate en puntos y diferencia de goles en cualquier llave, se definirá en tanda de penales. No se consideran los goles de visita.

### Clasificaciones
- Copa de Brasil 2022: Clasifican los cuatro mejores equipos que aún no se hayan clasificado a esta copa.
- Serie D 2022: Clasifican los tres mejores equipos que no disputan ni la Serie A (Athletico Paranaense), Serie B (Coritiba, Operário Ferroviário, Londrina) o Serie C (Paraná).

## Equipos participantes
| Equipo               | Ciudad       | Estadio                | Capacidad | Posición 2020      | Títulos (último) |
| -------------------- | ------------ | ---------------------- | --------- | ------------------ | ---------------- |
| Athletico Paranaense | Curitiba     | Arena da Baixada       | 42.372    | Campeón            | 26 (2020)        |
| Azuriz               | Pato Branco  | Pioneiros              | 1500      | 1.º (2.ª división) | 0                |
| Cascavel CR          | Cascavel     | Olímpico Regional      | 28 125    | 9.º                | 0                |
| Cianorte             | Cianorte     | Olímpico Albino Turbay | 3000      | 4.º                | 0                |
| Coritiba             | Curitiba     | Couto Pereira          | 40 512    | 2.º                | 38 (2017)        |
| FC Cascavel          | Cascavel     | Olímpico Regional      | 28 125    | 3.º                | 0                |
| Londrina             | Londrina     | Estadio do Café        | 30 000    | 6.º                | 4 (2014)         |
| Maringá              | Maringá      | Willie Davids          | 16 000    | 2.º (2.ª división) | 0                |
| Operário Ferroviário | Ponta Grossa | Germano Krüger         | 10 632    | 5.º                | 1 (2015)         |
| Paraná               | Curitiba     | Vila Capanema          | 20 083    | 8.º                | 7 (2006)         |
| Rio Branco-PR        | Paranaguá    | Estradinha             | 4500      | 7.º                | 0                |
| Toledo               | Toledo       | 14 de Dezembro         | 15 280    | 10.º               | 0                |

| Crecimiento | Equipos provenientes del Campeonato Paranaense de Segunda División 2020. |

## Primera fase

### Tabla de posiciones
| Pos. | Equipo               | Pts. | PJ | G | E | P | GF | GC | Dif. | Clasificación          |
| ---- | -------------------- | ---- | -- | - | - | - | -- | -- | ---- | ---------------------- |
| 1    | Operário Ferroviário | 23   | 11 | 7 | 2 | 2 | 21 | 3  | +18  | Fase final.            |
| 2    | FC Cascavel          | 23   | 11 | 6 | 5 | 0 | 16 | 9  | +7   | Fase final.            |
| 3    | Athletico Paranaense | 16   | 11 | 5 | 1 | 5 | 13 | 14 | −1   | Fase final.            |
| 4    | Cianorte             | 16   | 11 | 4 | 4 | 3 | 10 | 10 | 0    | Fase final.            |
| 5    | Londrina             | 16   | 11 | 3 | 7 | 1 | 14 | 9  | +5   | Fase final.            |
| 6    | Paraná               | 15   | 11 | 4 | 3 | 4 | 10 | 12 | −2   | Fase final.            |
| 7    | Maringá              | 15   | 11 | 3 | 6 | 2 | 18 | 11 | +7   | Fase final.            |
| 8    | Azuriz               | 15   | 11 | 3 | 6 | 2 | 9  | 6  | +3   | Fase final.            |
| 9    | Coritiba             | 14   | 11 | 4 | 2 | 5 | 19 | 13 | +6   |                        |
| 10   | Rio Branco-PR        | 11   | 11 | 2 | 5 | 4 | 6  | 11 | −5   |                        |
| 11   | Toledo               | 8    | 11 | 2 | 2 | 7 | 5  | 16 | −11  | Descenso de categoría. |
| 12   | Cascavel CR          | 4    | 11 | 1 | 1 | 9 | 11 | 38 | −27  | Descenso de categoría. |

Actualizado a los partidos jugados el 15 de mayo de 2021.
 Fuente: 
Criterios de clasificación: 1) Puntos; 2) Partidos ganados; 3) Diferencia de gol; 4) Goles anotados; 5) Menor cantidad de tarjetas rojas; 6) Menor cantidad de tarjetas amarillas; 7) Sorteo.

### Fixture
- La hora de cada encuentro corresponde al huso horario correspondiente al Estado de Paraná (UTC-3).

| Cianorte             | 1 - 0 | Athletico Paranaense | Olímpico Albino Turbay | 27 de febrero | 17:15 |
| Operário Ferroviário | 1 - 1 | Azuriz               | Germano Krüger         | 28 de febrero | 16:00 |
| Londrina             | 1 - 1 | Maringá              | Estadio dos Pássaros   | 11 de marzo   | 16:00 |
| Toledo               | 0 - 1 | Rio Branco           | 14 de Dezembro         | 11 de marzo   | 17:15 |
| FC Cascavel          | 1 - 0 | Paraná               | 14 de Dezembro         | 14 de marzo   | 17:15 |
| Coritiba             | 2 - 1 | Cascavel CR          | Estadio dos Pássaros   | 27 de marzo   | 16:00 |

| Azuriz               | 0 - 1 | FC Cascavel          | Pioneiros            | 11 de marzo | 16:00 |
| Cascavel CR          | 0 - 1 | Toledo               | Olímpico Regional    | 21 de marzo | 16:00 |
| Maringá              | 0 - 1 | Coritiba             | Estadio dos Pássaros | 23 de marzo | 15:45 |
| Rio Branco           | 0 - 0 | Cianorte             | Atílio Gionedis      | 17 de abril | 15:30 |
| Athletico Paranaense | 0 - 4 | Operário Ferroviário | Arena da Baixada     | 17 de abril | 16:00 |
| Paraná               | 1 - 1 | Londrina             | Vila Capanema        | 18 de abril | 11:00 |

| Londrina             | 1 - 1 | Azuriz               | Estadio dos Pássaros   | 17 de marzo | 16:00 |
| Cianorte             | 2 - 0 | Cascavel CR          | Olímpico Albino Turbay | 18 de marzo | 16:00 |
| Operário Ferroviário | 1 - 0 | Rio Branco           | Germano Krüger         | 31 de marzo | 16:00 |
| FC Cascavel          | 2 - 1 | Athletico Paranaense | Olímpico Regional      | 4 de abril  | 16:00 |
| Coritiba             | 5 - 1 | Toledo               | Couto Pereira          | 18 de abril | 16:00 |
| Paraná               | 2 - 2 | Maringá              | Vila Capanema          | 21 de abril | 11:00 |

| Toledo               | 0 - 2 | Paraná               | 14 de Dezembro       | 17 de marzo | 16:00 |
| Londrina             | 3 - 3 | Cianorte             | Estadio do Café      | 21 de marzo | 16:00 |
| FC Cascavel          | 1 - 0 | Operário Ferroviário | Olímpico Regional    | 24 de marzo | 16:00 |
| Maringá              | 0 - 0 | Rio Branco           | Estadio dos Pássaros | 28 de marzo | 16:00 |
| Coritiba             | 1 - 1 | Azuriz               | Couto Pereira        | 21 de abril | 17:40 |
| Athletico Paranaense | 3 - 1 | Cascavel CR          | Arena da Baixada     | 22 de abril | 16:00 |

| Cianorte             | 1 - 0 | Toledo               | Olímpico Albino Turbay | 31 de marzo | 16:00 |
| Cascavel CR          | 3 - 3 | FC Cascavel          | Olímpico Regional      | 1 de abril  | 16:00 |
| Azuriz               | 3 - 0 | Maringá              | Pioneiros              | 1 de abril  | 16:00 |
| Operário Ferroviário | 1 - 0 | Coritiba             | Germano Krüger         | 3 de abril  | 16:00 |
| Rio Branco           | 1 - 1 | Londrina             | Estradinha             | 14 de abril | 16:00 |
| Paraná               | 0 - 1 | Athletico Paranaense | Vila Capanema          | 30 de abril | 16:00 |

| Azuriz               | 1 - 0 | Cascavel CR          | Pioneiros         | 7 de abril  | 16:00 |
| Londrina             | 0 - 0 | Toledo               | Estadio do Café   | 21 de abril | 16:00 |
| FC Cascavel          | 1 - 1 | Cianorte             | Olímpico Regional | 22 de abril | 16:00 |
| Coritiba             | 5 - 0 | Paraná               | Couto Pereira     | 24 de abril | 16:00 |
| Athletico Paranaense | 2 - 0 | Rio Branco           | Arena da Baixada  | 25 de abril | 16:00 |
| Maringá              | 0 - 0 | Operário Ferroviário | Willie Davids     | 25 de abril | 16:00 |

| Toledo               | 1 - 1 | Azuriz      | 14 de Dezembro         | 27 de abril | 16:00 |
| Cianorte             | 0 - 1 | Paraná      | Olímpico Albino Turbay | 27 de abril | 18:00 |
| Rio Branco           | 2 - 4 | Cascavel CR | Estradinha             | 29 de abril | 15:30 |
| Operário Ferroviário | 1 - 0 | Londrina    | Germano Krüger         | 29 de abril | 17:40 |
| Maringá              | 1 - 1 | FC Cascavel | Willie Davids          | 29 de abril | 18:00 |
| Athletico Paranaense | 2 - 1 | Coritiba    | Arena da Baixada       | 6 de mayo   | 17:40 |

| Toledo      | 1 - 0 | Operário Ferroviário | 14 de Dezembro         | 2 de mayo | 16:00 |
| Cianorte    | 0 - 1 | Maringá              | Olímpico Albino Turbay | 2 de mayo | 18:00 |
| Paraná      | 2 - 0 | Rio Branco           | Vila Capanema          | 3 de mayo | 16:00 |
| Azuriz      | 1 - 0 | Athletico Paranaense | Pioneiros              | 3 de mayo | 16:00 |
| Cascavel CR | 0 - 4 | Londrina             | Olímpico Regional      | 3 de mayo | 18:00 |
| Coritiba    | 2 - 3 | FC Cascavel          | Couto Pereira          | 3 de mayo | 20:00 |

| Rio Branco           | 0 - 0 | Azuriz   | Estradinha        | 7 de mayo | 16:00 |
| FC Cascavel          | 3 - 1 | Toledo   | Olímpico Regional | 7 de mayo | 18:00 |
| Cascavel CR          | 1 - 2 | Paraná   | Olímpico Regional | 8 de mayo | 16:00 |
| Operário Ferroviário | 3 - 0 | Cianorte | Germano Krüger    | 8 de mayo | 18:00 |
| Londrina             | 1 - 0 | Coritiba | Estadio do Café   | 9 de mayo | 18:00 |
| Athletico Paranaense | 2 - 2 | Maringá  | Arena da Baixada  | 9 de mayo | 18:00 |

| Azuriz               | 0 - 0 | Paraná      | Pioneiros         | 12 de mayo | 15:30 |
| Maringá              | 2 - 0 | Toledo      | Willie Davids     | 12 de mayo | 15:30 |
| Operário Ferroviário | 9 - 0 | Cascavel CR | Germano Krüger    | 12 de mayo | 15:30 |
| Athletico Paranaense | 1 - 2 | Londrina    | Arena da Baixada  | 12 de mayo | 15:30 |
| FC Cascavel          | 0 - 0 | Rio Branco  | Olímpico Regional | 12 de mayo | 15:30 |
| Coritiba             | 1 - 1 | Cianorte    | Estradinha        | 12 de mayo | 15:30 |

| Paraná      | 0 - 1 | Operário Ferroviário | Vila Capanema          | 15 de mayo | 11:30 |
| Rio Branco  | 2 - 1 | Coritiba             | Estradinha             | 15 de mayo | 11:30 |
| Cianorte    | 1 - 0 | Azuriz               | Olímpico Albino Turbay | 15 de mayo | 11:30 |
| Cascavel CR | 1 - 9 | Maringá              | Olímpico Regional      | 15 de mayo | 11:30 |
| Toledo      | 0 - 1 | Athletico Paranaense | 14 de Dezembro         | 15 de mayo | 11:30 |
| Londrina    | 0 - 0 | FC Cascavel          | Estadio do Café        | 15 de mayo | 11:30 |

## Fase final

#### Cuadro de desarrollo
|  | Cuartos de final          | Cuartos de final          | Cuartos de final          | Cuartos de final          | Cuartos de final          |   |       | Semifinales                   | Semifinales                   | Semifinales                   | Semifinales                   | Semifinales                   |  |   | Final             | Final             | Final             | Final             | Final             |  |
|  | 17 de mayo al 16 de junio | 17 de mayo al 16 de junio | 17 de mayo al 16 de junio | 17 de mayo al 16 de junio | 17 de mayo al 16 de junio |   |       | 9 de junio al 8 de septiembre | 9 de junio al 8 de septiembre | 9 de junio al 8 de septiembre | 9 de junio al 8 de septiembre | 9 de junio al 8 de septiembre |  |   | 6 y 13 de octubre | 6 y 13 de octubre | 6 y 13 de octubre | 6 y 13 de octubre | 6 y 13 de octubre |  |
|  |                           |                           |                           |                           |                           |   |       |                               |                               |                               |                               |                               |  |   |                   |                   |                   |                   |                   |  |
|  |                           |                           |                           |                           |                           |   |       |                               |                               |                               |                               |                               |  |   |                   |                   |                   |                   |                   |  |
|  | 2                         | FC Cascavel               | 2                         | 1                         | 3                         |   |       |                               |                               |                               |                               |                               |  |   |                   |                   |                   |                   |                   |  |
|  | 2                         | FC Cascavel               | 2                         | 1                         | 3                         |   |       |                               |                               |                               |                               |                               |  |   |                   |                   |                   |                   |                   |  |
|  | 7                         | Maringá                   | 1                         | 1                         | 2                         |   |       |                               |                               |                               |                               |                               |  |   |                   |                   |                   |                   |                   |  |
|  | 7                         | Maringá                   | 1                         | 1                         | 2                         |   | 2     | FC Cascavel                   | 1                             | 2                             | 3                             |                               |  |   |                   |                   |                   |                   |                   |  |
|  |                           |                           |                           |                           |                           |   | 2     | FC Cascavel                   | 1                             | 2                             | 3                             |                               |  |   |                   |                   |                   |                   |                   |  |
|  |                           |                           | 3                         | Athletico Paranaense      | 1                         | 1 | 2     |                               |                               |                               |                               |                               |  |   |                   |                   |                   |                   |                   |  |
|  | 3                         | Athletico Paranaense      | 3                         | Athletico Paranaense      | 1                         | 1 | 2     | 2                             | 0                             | 2                             |                               |                               |  |   |                   |                   |                   |                   |                   |  |
|  | 3                         | Athletico Paranaense      |                           |                           |                           |   |       |                               |                               | 2                             |                               |                               |  |   |                   |                   |                   |                   |                   |  |
|  | 6                         | Paraná                    | 0                         | 0                         | 0                         |   |       |                               |                               |                               |                               |                               |  |   |                   |                   |                   |                   |                   |  |
|  | 6                         | Paraná                    | 0                         | 0                         | 0                         |   |       |                               |                               |                               |                               |                               |  | 2 | FC Cascavel       | 1                 | 1                 | 2 (5)             |                   |  |
|  |                           |                           |                           |                           |                           |   |       |                               |                               |                               |                               |                               |  | 2 | FC Cascavel       | 1                 | 1                 | 2 (5)             |                   |  |
|  |                           |                           | 5                         | Londrina (p)              | 1                         | 1 | 2 (6) |                               |                               |                               |                               |                               |  |   |                   |                   |                   |                   |                   |  |
|  | 1                         | Operário Ferroviário (p)  | 5                         | Londrina (p)              | 1                         | 1 | 2 (6) | 0                             | 1                             | 1 (4)                         |                               |                               |  |   |                   |                   |                   |                   |                   |  |
|  | 1                         | Operário Ferroviário (p)  |                           |                           |                           |   |       |                               |                               | 1 (4)                         |                               |                               |  |   |                   |                   |                   |                   |                   |  |
|  | 8                         | Azuriz                    | 1                         | 0                         | 1 (3)                     |   |       |                               |                               |                               |                               |                               |  |   |                   |                   |                   |                   |                   |  |
|  | 8                         | Azuriz                    | 1                         | 0                         | 1 (3)                     |   | 1     | Operário Ferroviário          | 0                             | 1                             | 1                             |                               |  |   |                   |                   |                   |                   |                   |  |
|  |                           |                           |                           |                           |                           |   | 1     | Operário Ferroviário          | 0                             | 1                             | 1                             |                               |  |   |                   |                   |                   |                   |                   |  |
|  |                           |                           | 5                         | Londrina                  | 1                         | 1 | 2     |                               |                               |                               |                               |                               |  |   |                   |                   |                   |                   |                   |  |
|  | 4                         | Cianorte                  | 5                         | Londrina                  | 1                         | 1 | 2     | 1                             | 0                             | 1                             |                               |                               |  |   |                   |                   |                   |                   |                   |  |
|  | 4                         | Cianorte                  |                           |                           |                           |   |       |                               |                               | 1                             |                               |                               |  |   |                   |                   |                   |                   |                   |  |
|  | 5                         | Londrina                  | 1                         | 3                         | 4                         |   |       |                               |                               |                               |                               |                               |  |   |                   |                   |                   |                   |                   |  |
|  | 5                         | Londrina                  | 1                         | 3                         | 4                         |   |       |                               |                               |                               |                               |                               |  |   |                   |                   |                   |                   |                   |  |
|  |                           |                           |                           |                           |                           |   |       |                               |                               |                               |                               |                               |  |   |                   |                   |                   |                   |                   |  |

Nota: El equipo que ocupa la primera línea es el que define la serie como local.
| Bandera del estado de Paraná |
| Campeón                      |
| Londrina 5.to título         |

## Clasificación final
| Pos. | Equipo               | Pts. | PJ | G | E  | P | GF | GC | Dif. | Clasificación                       |
| ---- | -------------------- | ---- | -- | - | -- | - | -- | -- | ---- | ----------------------------------- |
| 1.°  | Londrina (C)         | 26   | 17 | 5 | 11 | 1 | 22 | 13 | +9   | Copa de Brasil 2022.                |
| 2.°  | FC Cascavel          | 33   | 17 | 8 | 9  | 0 | 24 | 15 | +9   | Copa de Brasil 2022 y Serie D 2022. |
| 3.°  | Operário Ferroviário | 27   | 15 | 8 | 3  | 4 | 23 | 6  | +17  | Copa de Brasil 2022.                |
| 4.°  | Athletico Paranaense | 21   | 15 | 6 | 3  | 6 | 17 | 17 | 0    | Copa de Brasil 2022.                |
| 5.°  | Azuriz               | 18   | 13 | 4 | 6  | 3 | 10 | 7  | +3   | Copa de Brasil 2022 y Serie D 2022. |
| 6.°  | Cianorte             | 17   | 13 | 4 | 5  | 4 | 11 | 14 | −3   | Serie D 2022.                       |
| 7.°  | Paraná               | 16   | 13 | 4 | 4  | 5 | 10 | 14 | −4   | Copa de Brasil 2022 y Serie D 2022. |
| 8.°  | Maringá              | 16   | 13 | 3 | 7  | 3 | 20 | 14 | +6   |                                     |
| 9.°  | Coritiba             | 14   | 11 | 4 | 2  | 5 | 19 | 13 | +6   | Copa de Brasil 2022.                |
| 10.° | Rio Branco-PR        | 11   | 11 | 2 | 5  | 4 | 6  | 11 | −5   |                                     |
| 11.° | Toledo               | 8    | 11 | 2 | 2  | 7 | 5  | 16 | −11  | Segunda División 2022.              |
| 12.° | Cascavel CR          | 4    | 11 | 1 | 1  | 9 | 11 | 38 | −27  | Segunda División 2022.              |

Reglas de clasificación: 1) Puntos; 2) Partidos ganados; 3) Diferencia de gol; 4) Goles anotados; 5) Menor cantidad de tarjetas rojas; 6) Menor cantidad de tarjetas amarillas; 7) Sorteo.

Nota: Dos de los cupos de clasificación para la Serie D 2022 pasaron a manos de Azuriz y Cianorte, debido a que Athletico Paranaense disputa la Serie A en 2022, mientras que Londrina y Operário Ferroviário disputan la Serie B.

## Goleadores
| Pos. | Jugador         | Equipo               | Goles |
| ---- | --------------- | -------------------- | ----- |
| 1    | Rodrigo Bassani | Maringá              | 7     |
| 2    | Pachu           | Cianorte             | 6     |
|      | Robinho         | FC Cascavel          | 6     |
| 4    | Léo Itaperuna   | FC Cascavel          | 5     |
|      | Alisson Safira  | Londrina             | 5     |
| 6    | Felipe Garcia   | Operário Ferroviário | 4     |
|      | Léo Gamalho     | Coritiba             | 4     |
|      | Lucas Vieira    | Azuriz               | 4     |